# Mistrovství Evropy v rychlobruslení
Mistrovství Evropy v rychlobruslení je rychlobruslařská soutěž každoročně pořádaná Mezinárodní bruslařskou unií. Závodí se ve víceboji (klasickém a sprinterském), nebo na jednotlivých tratích.

## Historie
První evropský vícebojařský šampionát pro muže se konal v roce 1893 a předcházela mu dvě neoficiální mistrovství v letech 1891 a 1892. V dalších desetiletích se závody neuskutečnily pouze v období první a druhé světové války. Mistrovství Evropy pro ženy se pořádá od roku 1970 s přestávkou v letech 1975 až 1980, kdy se kvůli malému zájmu neuskutečnila. Až do roku 1989 se mužský i ženský šampionát konal místem i časem nezávisle na sobě, teprve od roku 1990 jsou pořádána společná mistrovství Evropy. Od konce 19. století se až do roku 2016 závodilo pouze v klasickém víceboji.
Od roku 2017 jsou v lichých letech pořádány závod v klasickém a ve sprinterském víceboji, v sudých letech, počínaje rokem 2018, potom závody na jednotlivých tratích.

### Vývoj tratí
Klasický víceboj – muži
- V letech 1891 a 1892 se závodilo ve víceboji na třech tratích: ⅓ míle (536 m) – 1 míle (1609 m) – 3 míle (4828 m).
- V letech 1893–1895 se závodilo ve víceboji na třech tratích: 500 m – 1500 m – 5000 m.
- V letech 1896–1935 se závodilo ve víceboji na čtyřech tratích: 500 m – 1500 m – 5000 m – 10 000 m (tzv. velký čtyřboj).
- V letech 1936–1947 se závodilo ve víceboji na čtyřech tratích: 500 m – 1500 m – 3000 m – 5000 m (tzv. malý čtyřboj).
- Od roku 1948 se závodí (od roku 2017 pouze v lichých letech) ve víceboji na čtyřech tratích: 500 m – 1500 m – 5000 m – 10 000 m (tzv. velký čtyřboj).
  - Výjimkou byl šampionát v Lahti 1967, kde kvůli extrémně silnému mrazu nahradili pořadatelé závod na 10 km závodem na 3 km, aby závodníci nebyli tak dlouhý čas ve velmi nízkých teplotách. Velký čtyřboj tak byl nahrazen malým čtyřbojem.

Klasický víceboj – ženy
- V letech 1970–1982 se závodilo ve víceboji na čtyřech tratích: 500 m – 1000 m – 1500 m – 3000 m (tzv. mini čtyřboj).
- Od roku 1983 se závodí (od roku 2017 pouze v lichých letech) ve víceboji na čtyřech tratích: 500 m – 1500 m – 3000 m – 5000 m (tzv. malý čtyřboj).

Sprinterský víceboj – muži i ženy
- Od roku 2017 se v lichých letech závodí ve víceboji na čtyřech tratích: 500 m – 1000 m – 500 m – 1000 m (tzv. sprinterský čtyřboj).

Jednotlivé tratě
- Od roku 2018 se v sudých letech závodí na jednotlivých tratích: 500 m, 1000 m, 1500 m, 5000 m, závod s hromadným startem, týmový sprint, stíhací závod družstev.

### Vývoj hodnocení ve víceboji
- V letech 1891 a 1892 se mistrem Evropy stal bruslař, který vyhrál všechny tři závody. Pokud toho nikdo nedosáhl, nebyl titul nikomu udělen. Druhé a třetí místo se neudělovalo.
- V letech 1893–1907 se mistrem Evropy stal bruslař, který vyhrál většinu závodů. V letech 1893–1895 tak nebyl titul nikomu udělen, pokud žádný bruslař nevyhrál alespoň dva závody (z celkových tří tratí), v letech 1896–1907 nebyl titul nikomu udělen, pokud žádný bruslař nevyhrál alespoň tři závody (z celkových čtyř tratí). Druhé a třetí místo se neudělovalo.
- V letech 1908–1925 byl používán bodovací systém (1 bod za první místo v závodě, 2 body za druhé místo, atd.). Celkový součet seřazený od nejmenšího počtu bodů vytvořil celkové pořadí bruslařů. Pravidlo, že závodník, který vyhraje nejméně tři závody, se automaticky stane mistrem Evropy stále platilo a mohlo tak přebít počet bodů.
- V letech 1926–1927 byl použit bodovací systém, kdy z každého závodu měl bruslař procentuální body vypočítané z jeho dosaženého času a tehdejšího evropského rekordu. Seřazení dle počtu bodů od nejmenšího a pravidlo tří vyhraných závodů platilo jako v minulých letech.
- Od roku 1928 je ve víceboji používán bodovací systém samalog.

## Medailové pořadí zemí
Aktualizováno po ME 2022.
| Pořadí | Země             | Zlato | Stříbro | Bronz | Celkem |
| ------ | ---------------- | ----- | ------- | ----- | ------ |
| 1.     | Nizozemsko       | 48    | 46      | 45    | 139    |
| 2.     | Norsko           | 38    | 36      | 37    | 111    |
| 3.     | Německo          | 16    | 13      | 4     | 33     |
| 4.     | Sovětský svaz    | 14    | 11      | 15    | 40     |
| 5.     | Švédsko          | 9     | 3       | 8     | 20     |
| 6.     | Východní Německo | 8     | 6       | 5     | 19     |
| 7.     | Rusko            | 6     | 3       | 8     | 17     |
| 8.     | Finsko           | 5     | 8       | 6     | 19     |
| 9.     | Česko            | 5     | 3       | 4     | 12     |
| 10.    | Rakousko         | 3     | 6       | 4     | 13     |
| 11.    | Itálie           | 1     | 4       | 3     | 8      |
| 12.    | Lotyšsko         | 1     | 0       | 0     | 1      |
| 13.    | Belgie           | 0     | 2       | 1     | 3      |
| 14.    | Francie          | 0     | 1       | 1     | 2      |
| 15.    | Maďarsko         | 0     | 0       | 1     | 1      |
| —      | neuděleno        | 3     | 15      | 15    | 33     |

| Pořadí   | Země       | Zlato | Stříbro | Bronz | Celkem |
| -------- | ---------- | ----- | ------- | ----- | ------ |
| 1.       | Nizozemsko | 4     | 3       | 1     | 8      |
| 2.       | Česko      | 1     | 0       | 0     | 1      |
| Rakousko | 1          | 0     | 0       | 1     |        |
| 4.       | Rusko      | 0     | 2       | 2     | 4      |
| 5.       | Norsko     | 0     | 1       | 1     | 2      |
| 6.       | Německo    | 0     | 0       | 2     | 2      |

| Pořadí | Země       | Zlato | Stříbro | Bronz | Celkem |
| ------ | ---------- | ----- | ------- | ----- | ------ |
| 1.     | Nizozemsko | 25    | 16      | 9     | 50     |
| 2.     | Rusko      | 10    | 13      | 14    | 37     |
| 3.     | Itálie     | 2     | 3       | 4     | 9      |
| 4.     | Polsko     | 2     | 0       | 4     | 6      |
| 5.     | Belgie     | 2     | 0       | 0     | 2      |
| 6.     | Rakousko   | 1     | 2       | 1     | 4      |
| 7.     | Norsko     | 0     | 4       | 5     | 9      |
| 8.     | Finsko     | 0     | 2       | 0     | 2      |
| 9.     | Bělorusko  | 0     | 1       | 1     | 2      |
| 9.     | Švýcarsko  | 0     | 1       | 1     | 2      |
| 11.    | Německo    | 0     | 0       | 2     | 2      |
| 12.    | Česko      | 0     | 0       | 1     | 1      |